# XiaoXiao
XiaoXiao (chinesisch 小小, Pinyin xiǎo xiao) ist eine Flash-Serie, die von einem chinesischen Künstler namens Zhu Zhiqiang (* 1976) seit 2001 erarbeitet wurde. In dieser Serie kämpft ein schwarzes Strichmännchen (XiaoXiao) gegen ein blaues/violettes Strichmännchen, das „BOSS“ genannt wird, nachdem er sich in jeder Animation durch mehrere Gegner zu ihm durch gekämpft hat. BOSS kontrolliert die gegnerischen Strichmännchen-Horden und meistens kommt es zu einem Endkampf mit ihm.

## Hintergrund
„XiaoXiao“ ist buchstäblich das Wort für „kleines“, zweimal wiederholt auf Chinesisch; hier deutet diese Wiederholung ein liebevolles Diminutiv an. Jedem XiaoXiao-Film wird ein chinesischer Titel mit dem Adjektiv „XiaoXiao“ gegeben, dem eine beschreibende Nominalphrase vorangeht. Xiao Xiao #1 wurde ursprünglich „XiaoXiao Zuo Pin“ betitelt, „ein bisschen kreative Arbeit“. Seitdem hat jeder XiaoXiao Film ein anderes Gegenstandswort gehabt – #4 wird „kleiner Polizeichef“ betitelt, und #7 „kurzer Film“.
Xiao unterscheidet meistens nur durch unterschiedliche Farben von seinen Gegnern.
Andere Flash-Animatoren haben Xiaos Populäritat aufgegriffen und haben Spiele und Filme produziert, in denen XiaoXiao auftritt.

## Episodenliste
- XiaoXiao 1 wurde ursprünglich im AVI-Format veröffentlicht. Hier bekämpfen sich 2 (später 3) Strichmännchen.
- XiaoXiao 2 ist das erste XiaoXiao-Spiel. Es geht darum, die Space-Taste im richtigen Moment zu betätigen.
- XiaoXiao 3 ist die wohl populärste Animation. Xiao kämpft gegen mehrere Gegner und gelangt zum ersten Mal zum BOSS.
- XiaoXiao 4 ist ein Shooter-Spiel.
- XiaoXiao 5 Eine der weniger populären XiaoXiao-Animationen.
- XiaoXiao 6 ist ein interaktiver Kampf.
- XiaoXiao Multilator ist der erste und (bisher) einzige 2-Teiler. Er besteht aus den Episoden XiaoXiao 7 und XiaoXiao 8
- XiaoXiao 9 ist auch als „Fight Man“ bekannt. Es ist das erste und (bisher) einzige Beat ’em up.
- XiaoXiao City Plaza ist fast das gleiche wie Teil 3, aber Xiao ist rot, der Film ist kürzer und er spielt in einem Kaufhaus.

## Urheberrechtsverletzung
Im Juni 2004 verklagte Zhu Nike wegen Verletzung seines Urheberrechts an den Strichmännchen in Werbespots von Nike. Repräsentanten von Nike wiesen den Anspruch mit der Begründung zurück, die Strichmännchen wiesen keine Originalität auf und wären somit gemeinfrei. Zhu gewann jedoch im Gerichtsverfahren, und Nike wurde zur Zahlung von 300.000 Yuan (ca. 30.000 €) an den Zeichner verurteilt.